# 長友健太
長友 健太（ながとも けんた、1973年7月24日 - ）は、宮崎県出身の俳優。海汐プロダクション所属。以前はケイエムシネマ企画に所属していた。身長167cm。

## 出演

### 映画
- ゴジラシリーズ
  - ゴジラvsキングギドラ（1991年）
  - ゴジラ×メガギラス G消滅作戦（2000年）
  - ゴジラ×メカゴジラ（2002年）
  - ゴジラ×モスラ×メカゴジラ 東京SOS（2003年） - 機龍隊隊員[1]
- Morocco 横浜愚連隊物語（1996年）
- リストラ代紋 史上最強の公務員（1996年）
- 英二（1999年）
- 座頭市（2003年）
- IKKA：一和（2002年）
- 破戒尼僧YUKI（2011年）
- ショートムービー「ひかる」 - 父
- ショートムービー「オモイダシタ」 - 父

### テレビ
- ドラマシティ'93 ラブストーリーは終わらない（1993年）
- 嘘つきは夫婦のはじまり（1993年）
- 夜逃げ屋本舗（1999年）
- 編集王（2000年）
- 新宿鮫（2002年）
- ぼくの魔法使い（2003年）
- 相棒
  - （2005年） - 捜査員
  - （2006年） - 記者
  - （2007年）
- クライマーズ・ハイ（2005年）
- 検事・鬼島平八郎（2010年）
- 忘却のサチコ（2018年） - 清掃員
- ひなたの佐和ちゃん、波に乗る!（2019年）

### テレビ番組
- 放送禁止3 ストーカー地獄編
- 経済ドキュメンタリードラマ ルビコンの決断

### Vシネマ
- 未亡人肉奴隷

### VP
- PHP
- 東京ガス
- アサヒビール
- 東京電力
- トヨタ自動車
- 伊藤忠商事

### CM
- 大鵬薬品工業 ソルマック
- チューリッヒ保険
- トヨタ自動車
- キヤノン「運動会編」
- シェラトン・グランデ・オーシャンリゾート
- 綾の酒泉の杜
- バッグのあつた
- 鉱脈社「宮崎の家づくり 住まい」
- 香川ランチ
- 飯干商事
- キリン一番搾り生ビール
- 宮崎県警察「ドライバーと歩行者 すれ違い」、「あの時、巻き戻せれば」篇
- 日本コカ・コーラ ジョージア

### 舞台
- 八百比丘尼
- 鳥よ鳥よ、青い鳥よ
- 旅人たち
- チキチキバンバン
- 普通のネコ
- 高校野球殺人事件
- 高校野球殺人事件フォーエバー
- ぺんぺんぺん
- 元禄港歌
- 大池第三病院
- ベイビーさん

### スチール
- ANA